# جاي روي تايلور
جاي روي تايلور (بالإنجليزية: Roy Taylor)‏ هو فيزيائي بريطاني، ولد في 29 أبريل 1949 في Carrickfergus ‏ في المملكة المتحدة.

## وصلات خارجية
- الموقع الرسمي